# 子連れ狼
『子連れ狼』（こづれおおかみ）は、小池一夫原作・小島剛夕画の日本の時代劇漫画（劇画）。1970年9月から1976年4月まで『漫画アクション』（双葉社）に連載された。

## 概要
烈堂率いる柳生一族の手により妻の命と職を失った、水鴎流剣術の達人で胴太貫を携える元・公儀介錯人拝一刀と息子・大五郎の、さすらいと復讐の旅物語。
原作・作画者とも本作で作家としての地位を不動のものにした。その後、若山富三郎主演による映画版や萬屋錦之介主演によるテレビドラマ版をはじめ、数多く映像作品も制作された。
1987年、日本の漫画としては最も早い段階に北米に輸出され、ダークホースコミックス社 (en:Dark Horse Comics) により『Lone Wolf and Cub』として英語版が出版され、日本を代表する漫画として高い評価を受けている（なお表紙絵は『子連れ狼』の大ファンであるフランク・ミラーが担当）。2006年10月時点で単行本の国内累計部数は830万部を、全世界累計部数は1180万部をそれぞれ記録している。
後に、大五郎を主人公にした続編『新・子連れ狼』や『そして - 子連れ狼 刺客の子』が制作された。原作は小池、作画は森秀樹が担当。

## 登場人物

### 拝一族
拝一刀（おがみ いっとう）

拝大五郎（おがみ だいごろう）

拝薊（おがみ あざみ）
拝一刀の妻で、大五郎の母。なお、名前については、平仮名で「あざみ」と表記されるが、原作での初登場時には「薊」と表記されているのでこれに従う。
物語開始時点で故人であり主に夫・一刀の回想という形で登場。大五郎を妊娠中に一刀の留守中に柳生一族によって一族郎党とともに殺害されるが、一刀が帰宅後には大五郎は薊の遺体の傍らでへその緒がついたまま誕生していた。なお、テレビドラマ『子連れ狼 (萬屋錦之介版)』『子連れ狼 (北大路欣也版)』では、生まれて間もない嬰児に既に大五郎と名づけている。

### 柳生一族
柳生烈堂（やぎゅう れつどう）

柳生兵庫（やぎゅう ひょうご）
烈堂の正室腹の長男。通称は備前守、備前。
江戸幕府の惣目付を務め、公儀介錯人・拝一刀の一族が大五郎を除き全て殺害された際に、幕府の検視役として拝家を訪れる。しかし、その際に父・烈堂の命を受け自身が中心となって、拝一族の殺害を実行したことを一刀に見破られる。そして配下の全てが一刀に討たれた後、川の中で対決するが水鴎流波切りの太刀で斬られ絶命する。
モデルは柳生利厳。
柳生蔵人（やぎゅう くらんど）
烈堂の正室腹の次男。
公方を呪詛したとして切腹を命じられた拝一刀であったが、公儀介錯人の特権たる葵の紋服を身に着けて、大五郎とともにこれに抵抗する。これによって幕府の権威が傷つくことを恐れた烈堂は、葵の紋服を脱いだうえで蔵人と真剣で立ち合い、これに勝てば江戸以外の地で親子共々生活することを認めると約束し事態の解決を図る。立ち会いでは一刀の奇策により敗れる。
柳生軍兵衛（やぎゅう ぐんべえ）
烈堂の正室腹の三男。
早い時期から父・烈堂の命を受け、全国を刺客として渡り歩き、江戸幕府に反感を抱く要人の暗殺を行ってきた。公儀介錯人の地位をも柳生家のものにせんとする父の命で、この役職の担当者を決める御前試合で拝一刀と互角以上の勝負を繰り広げるが、その太刀先を公方の方に向けてしまい、さらに一刀がそれから公方を身をもって守るような形になったために、公儀介錯人は一刀が就任することとなってしまう。この不始末に激怒し柳生家の失脚につながることを恐れた烈堂の命により、身代わりを用いて偽装自殺し再び刺客として旅にでた。後に烈堂の命を受け一刀を殺害し雪辱を果たさんとするも返り討ちにあい落命した。
出淵庄兵衛（いでぶち しょうべい）
烈堂の妾腹の長男。柳生兵庫・蔵人・軍兵衛は異母弟、出淵鞘香は同腹の妹にあたる。
妾腹の子であることから、柳生一門の別派にあたり、その実力は柳生一門を上回るともいわれる喰代（ほおじろ）柳生の頭領を任され、大和国喰代にて鞘香らとともに暮らしていた。口唇に障害を持ついわゆる"みつくち"であり、これによる劣等感から自分は容姿の醜いために父・烈堂に冷遇されていると思い込み、憤懣を抱いていた。
烈堂が柳生封廻状を拝一刀から奪回するのに失敗し病に倒れると、江戸の柳生屋敷に鞘香及び配下とともに呼び出され、封廻状の奪回を命じられる。しかし、その際に烈堂から3人の弟よりも格下に扱われ、庄兵衛兄妹も自分の子とは思っておらず、鞘香を江戸に呼んだのは柳生一門の総帥を継ぐ子を産ませるためといわれる。これに憤慨し幼時からの父に対する不満も爆発させながらも、配下とともに拝父子を襲撃するが敗れる。その後、瀕死の身で柳生屋敷に帰り、自分こそが柳生本家の総領であり、死ぬ前に鞘香に我が子を産ませて総領にするためとして鞘香を強姦しそのまま死亡。騒ぎを聞いて駆けつけた烈堂は落涙し、不憫な子だからこそ最も愛していたと真情を吐露していた。
出淵鞘香（いでぶち さやか）
烈堂の妾腹の娘で、出淵庄兵衛は同腹、柳生兵庫・蔵人・軍兵衛は異腹の兄にあたる。
父・烈堂の命により、兄・庄兵衛とともに拝一刀父子の抹殺と柳生封廻状の奪回を行うべく、大和国喰代から江戸の柳生屋敷に呼び出される。兄・庄兵衛が一刀に斬られた後、烈堂から「お手玉の剣」なる術を授けられ拝父子の殺害に赴くが、大五郎に幼い日の兄の姿を重ね合わせたせいか「お手玉の剣」を見破った一刀が大五郎を肩車して対峙したことで決意が鈍り一刀に斬られた。

### 江戸幕府
阿部頼母（あべ たのも）
代々公儀御口唇役を務める旗本阿部家当主。別名を怪異（かいい）。性格は残虐かつ保身的。物事に熱中すると「毒屋の子」なる独自の歌を口ずさむ癖がある。
母の不義密通によって生まれたため、父の監物から疎まれ、御口唇役の育成の名目の下、日夜その食事に毒を盛られ虐待に近い育て方をされる。そのような中で独自に毒薬の調合法を編み出し、それを使って両親を毒殺、阿部家を相続した。以降、公方の深い信任を得て毒薬の大家となった。
その後、柳生烈堂に代わり拝父子の抹殺を命じられると、烈堂を追い落として幕政の実権を握る好機と考え、阿片漬けにした夜鷹を使うだけでなく、自ら変装して直々に一刀らの毒殺を図るがことごとく失敗。さらに、頼母ら阿部一族の抹殺を狙う烈堂の毒殺にも失敗し、逆に烈堂に弱みを握られる結果となる。そんな中「柳生封廻状」を手に入れ、これを公方に差し出し「柳生に謀反の企てあり」と訴え出る。これにより、烈堂は江戸城で監禁されるが、烈堂は「草」と呼ばれる密偵を招集し、頼母の担当である江戸城内の御膳所を放火。これが失火と断定され、加えて当日は公方が紅葉山東照宮に参詣する重要な日であったため、御膳所の責任者である頼母は責任を追及され切腹を命じられる。頼母はこれを嫌がり抵抗するが、江戸城に潜入していた一刀から諫められると、全てを諦めたかのように一刀の介錯によって死亡した。なお、萬屋版のドラマでは、切腹の場での騒ぎを聞いて訪れた一刀の姿を仰ぎ見ながら、「あんたや烈堂よりも先に死ぬとは」と恨みのような言葉を最後に残し、一刀によって斬り殺される描写に変更されている。
『子連れ狼』の続編漫画『そして - 子連れ狼 刺客の子』では、頼母の子である秋田高星が登場している。
阿部監物（あべ けんもつ）
頼母の義父。公儀御口唇役。
妻は長らく発狂していたが、家を飛び出し見ず知らずの男との間に子供（後の頼母）を儲けると、妻を屋敷内の蔵に監禁し、跡取りとして生かした頼母に対しては、公儀御口唇役を代々務める阿部家を継がせるためと称して、半ば虐待に近い養育をする。
そのうち、頼母は監物でも分からないような毒物を調合できるようになり、その元服の日に、件の毒を監物の食事と妻頼（頼母の母）に与えた饅頭に盛って殺害した。
拝一刀とは面識があったらしく、一刀は監物のことを「高邁で、控えめな御仁」と、高く評していた。
石根小角（いしね おずぬ）
公儀探索人こと黒鍬衆のリーダー。
黒鍬衆は柳生烈堂の実質上の支配下にあり、烈堂から拝父子の殺害の協力を求められたが、烈堂の謀略で失脚した一刀への同情心や水鴎流の達人である一刀相手に配下を無駄死にさせたくないとの思いがあったため断った。しかし、平藩の取り潰しを狙った謀略を同藩の依頼を受けた一刀に妨害されると、立場上これを看過出来ず一石橋で配下を率いて一刀を襲撃するが返り討ちに遭い全滅した。
松平周防（まつだいらすおう）
江戸幕府の若年寄。拝一刀と親交があり、柳生烈堂の野心を見抜き、烈堂が幕府の影の実力者たらんとするのを危険視し、柳生封廻状の存在を調べていた。
一刀と烈堂の子・柳生軍兵衛が、公儀介錯人の地位を決める御前試合で、軍兵衛の太刀先が一瞬だけ、公方の方を向いたのを見抜き、そのことを公方と幕閣に報告して、一刀が公儀介錯人に任ぜられるのに大きな役割を果たした。しかし、このことで烈堂の恨みを買い殺害される。死に際に、柳生封廻状の謎を解くことを一刀に依頼して、絶命した。
板倉重昌（いたくら しげまさ）
江戸幕府の京都所司代。実在した人物。
彼が江戸の公方に宛てた書状が、柳生烈堂の命令で彼の身辺に秘密裏に配された草によって細工されて柳生封廻状となったため、一刀は大井川で、この書状を運んでいた使者を襲撃し、これを奪った。
物語の終盤で、阿部頼母が一刀の子・大五郎からこの書状を盗み取り、公方に提出したうえで、烈堂を讒訴した際に、頼母の口から、この書状を江戸に発送して間もなく、板倉が急病となり数日で病死したこと、板倉が烈堂に批判的で一刀とも親しかった松平周防と親交があったこと、この書状に現れた文面から推測するに、板倉の身辺に新たに配された草が板倉を毒殺しただろうことが語られ、烈堂は公方から謀反の疑いをかけられて、江戸城に召喚されることとなった。
黒田斉隆（くろだ なりたか）
福岡藩の藩主で、実在した人物。
かねてより幕政に参画せんとの志を抱いていたが、福岡藩は長崎警備の任務があること、黒田家は外様大名であることにより、半ばあきらめていた。しかし拝一刀が柳生烈堂より柳生封廻状を奪ったと知り、これを取り返せば幕府の影の実力者たる烈堂に恩を売ることができ、その影響力で国替えと幕政への参与も実現すると考え、家臣の諫言も聞かず腕利きの藩士を刺客とし拝父子を襲撃させた。その後間もなく福岡城で一刀と会見し、その諌めを聞き入れて改心。幕政参与も断念する。
向井将監（むかい しょうげん）
江戸幕府の旗本。将軍家御船手目付。
一刀親子の江戸入りを阻止するため、烈堂は陸路と海路の双方に布陣をひいた。陸路に柳生一門を配置、海路に配備したのが将監だった。将監は御座船「麒麟丸」に烈堂配下の群雲柳生を搭乗させ、一刀親子に備えた。しかし、将監は一刀の武名を惜しみ、将監番所である霊岸島に無事に送り届ける。その過程で武士としての責を果たすため、一刀と対峙して果てた。一子、主税（ちから）はテレビドラマ版のみの設定。

### その他
今戸の竹阿弥（いまどのちくあみ）
かつては拝一刀の妻・薊の実家に仕えていた竹細工師。その縁から、一刀は刺客で得た報酬の小判を預け、竹阿弥はこれを溶かして不純物を取り除いた上で竹に流し込み、吹流しにして保管していた。拝父子が江戸に戻り、柳生一門との対決が近づくと竹阿弥のもとを訪れ、一刀が預けた4万2千両分の吹流しを受け取り、長崎屋新助の店に赴き投擲雷を購入する。この際竹阿弥は同行したが、この後一刀父子の悲願成就を願い縊死した。
七郎兵衛（しちろうべい）
堺の鉄砲鍛冶。
拝一刀に暗殺されそうになるが、鉄砲鍛冶としての心得を3人の弟子に伝えさせる猶予を懇願しこれを認められる。しかし、弟子たちが全て芝辻一族に通じていたことを知ると激怒し、苦心の作である21連発式の斉発銃で彼らを射殺し、堕落しきった芝辻一門を目覚めさせるため、斉発銃の設計図を一刀に譲りその刃に倒れた。この後一刀は、七郎兵衛の斉発銃を使い、嘘の依頼をした井上達を射殺し、芝辻一門に七郎兵衛の遺言を伝えると、大五郎とともに譲られた設計図を元に7日7晩かけて斉発銃を制作した。
長崎屋新助（ながさきや しんすけ）
江戸の廻船問屋。テレビドラマ『子連れ狼 (萬屋錦之介版)』では長崎屋清右衛門となっている。
紀伊九鬼港に停泊中に、長崎奉行板倉監物から無実の罪を着せられ連行されそうになるが、過去に板倉に罪を着せられて身代をつぶされた商人の遺族の依頼を受けた拝一刀が板倉を斬ったため、結果として窮地を脱する。これに恩義を感じた長崎屋は、遠慮する一刀を自分の船に乗せて陸地に送り届ける。この時、時化に遭い、船が沈みかけるが、一刀が愛刀・胴太貫で船の帆柱を切り、長崎屋は投擲雷で断崖を爆破し、ことなきを得た。数年後、一刀父子が江戸に戻り、今戸の竹阿弥に預けていた4万2千両を長崎屋に支払うと、長崎屋は自ら投擲雷を深川の隅田川沿いの河原である八丁河岸の一刀のもとに届けた。その帰途、阿部頼母が新川水門を開けたために江戸が水没の危機に陥ったことを知ると、八丁河岸に戻り、一刀と柳生烈堂に、一時和睦したうえで、投擲雷を使い住吉山を爆破して江戸の町を救うように要請。これを快諾した両者とともに水没しかかった町を通り住吉山へと向かうが力尽き、まもなく救出されるが町年寄の樽屋藤右衛門に一刀らが江戸の町を救ってくれたことを話し、絶命した。
樽屋藤右衛門（たるやとうえもん）
江戸の町年寄。天下祭の差配を江戸幕府から委ねられている。
拝一刀とは旧知の間柄であったらしく、柳生封廻状の件で柳生烈堂が江戸城内に監禁された際に、一刀から烈堂と会うべく自身が天下祭の行列に参加して江戸城に入るための協力を求められるとこれを快諾した。その際に、長崎屋新助から一刀と烈堂が住吉山を爆破して水没寸前の江戸の町を救ったことを聞き、町年寄として礼を述べるが、一刀は自分の与り知らぬことと言ってその場を去り、その姿に感服した樽屋は一刀を「真の武士」と讃えた。

## 用語
公儀介錯人（こうぎかいしゃくにん）
江戸幕府の架空の役職。武家諸法度などに違反し、幕府（公儀）から切腹を命じられた大名の介錯を請け負う首切り役人をいう。公儀介錯人には、大名を介錯するにあたり、葵の紋の入った羽織を身に纏うことが許された。拝一刀の失脚後は柳生家がその地位についた。
公儀御口唇役（こうぎおくちやく）
江戸幕府の架空の役職。公方に供される食事の毒見を行う。阿部家が代々世襲し、阿部頼母が公方から拝父子の抹殺を命じられた際には、兵糧攻めにするため江戸市中の食料品を扱う業者に協力を命じており、江戸の食料品業者に対して影響力を持っているものと思われる。
黒鍬衆（くろくわしゅう）
江戸幕府の架空の密偵集団。表向きは小間使いなどを行う。公儀探索人とも黒鍬者（くろくわもん）とも称される。任務達成のためなら犠牲も惜しまない非情さと冷酷さを持ち、属するものの大部分は配偶者も子女も持たず、50年間役目を務める。勤めが終わると、苦労鍬の里（くろぐわのさと）に隠居し、以後一切の任務に関わらずに余生を過ごすことが許されており、このことを苦労鍬後生買い（くろぐわごしょうがい）という。江戸幕府に実在した小荷駄・土工集団である黒鍬に由来する。
表柳生・裏柳生（おもてやぎゅう・うらやぎゅう）
柳生家の総称。表柳生は、江戸幕府の重臣として表の政治に参与している柳生家の人々のことを指し、裏柳生は、柳生烈堂に代表される公儀刺客人として、政治の表には出せない裏の汚れ仕事を扱う柳生家の人々のことを指す。
柳生封廻状（やぎゅうふうかいじょう）
裏柳生配下の草と称される全国に配された密偵が、裏柳生の総帥に自身の配された藩の様子などを伝えた秘密文書。その重要な機密性から「柳生封廻状を手に入れれば、天下の実権を得たも同じ」と幕閣要人や諸大名の間でいわれるようになる。
この秘密文書は、江戸幕府が京都所司代などの関連機関や諸大名が将軍や老中に宛てた文書の上に密かに桑の葉を溶かした無色透明の薬品で書き込まれる。この文書は通常、葵の紋の入った御状箱に収納後に優先的に江戸に運ばれ、将軍及び幕閣要人が目を通した後、文章は奥御祐筆に下げ渡され、一部を除き差し出し主を記録した後に廃棄されることとなる。裏柳生は奥御祐筆の差配を行う奥御祐筆組頭に「草」を入れ、廃棄されるべき文書を自らの手に入れ、これを蚕に喰わせ、虫食い文書にして、各藩の情報を手に入れている。
草（くさ）
江戸の裏柳生の総帥支配下にある密偵組織。全国各藩に身分を隠して潜入し、在住する藩の諜報や要人の暗殺を行った。役目は原則として代々一子相伝で受け継がれてきた。また、江戸幕府や柳生家の浮沈にかかわる大事が起きた際には、奔草（ほんそう）という花火状の烽火を上げて、江戸から全国の草達に向けてリレーのように各地に伝達される。これを見た草達は他の地域に伝達したうえで、全ての任務を中止し密偵である痕跡を残さないよう擬装を施して、江戸の柳生屋敷に集まることとなっている。
誕生の経緯は、柳生烈堂の祖父・柳生宗厳が徳川家康の命を受け創設された組織であり、家康からは「たとえ、徳川家が滅亡したとしても、草については秘匿せよ」と厳命され、草に関する情報は裏柳生総帥以外に知る者はいない。
箱車（はこぐるま）
拝一刀が幼児の大五郎を旅に連れて行くために使用した武装された乳母車。車体は、底に分厚い鉄板が張られており、手すりや取っ手に刃物が仕込んである。手すりは長巻とも称され、軽い衝撃を与えると刃が飛び出すように作られており、2本別々に用いた手槍や1本につなぎ合わせて長槍としても使用出来る。前方の下部分には機関銃が備わっている。また、車体は防水加工がなされており船として使用や、冬季においては車輪を外して車体の下の部分にそりをつけることが出来る。
作中で2台登場し、初代は柳生封廻状をめぐる柳生烈堂との戦いにおいて一刀らが崖から転落し置き去りとなった。二代目の箱車には、車輪の車軸に柳生封廻状が隠されていた細工が施されていた。
投擲雷（とうてきらい）
外国製の手榴弾で、数発で断崖を破壊する程の威力を持つ。
作中では、拝一刀が来るべき柳生一門との対決に備え、子・大五郎用の武器として旧知の廻船問屋・長崎屋新助から購入した。相当数の投擲雷を入手したが、実際に八丁河岸での戦いで大五郎が使用したのは、自分が投擲雷を武器として用いることを柳生一門に知らせるための時と、柳生一門に取り囲まれた父・一刀を救出すべく、彼らが乗って来た馬を突入させ混乱せしめるために用いた時の合計2発のみであった。残りは阿部頼母が一刀と柳生烈堂を水死させようとして、誤って開けた水門から流れ出る濁流による水没の危機から江戸市中を救うべく、一刀と烈堂が一時協力して濁流を堰き止めるべく住吉山を爆破するのに使用されている。
毒屋の子（どくやのこ）
阿部頼母が口ずさむ唄で、発狂した頼母の母親も歌っていた。毒薬の調合や謀略を企てる際など、物事に熱中すると自然と口をついて出ている。後に、頼母が切腹させられ辞世の和歌を詠むようにいわれた際に、恐慌をきたした頼母は和歌を詠めず、涙ながらにこの歌を唄い立ち会いの役人達の失笑を買った。なお、萬屋ドラマ版では歌詞が若干異なる。また、続編『そして - 子連れ狼 刺客の子』でも頼母の子・秋田高星が幼少時に父親から歌い聞かされた歌と紹介されている。

## 舞台となった時代
物語の記述によると、拝一族が姿を消したのが明暦年間（1655年-1657年）、柳生一族の断絶がお代替わりの天和元年（1681年）とあり、「咫尺の地」に明暦の大火と思しき記述や、柳生封廻状の癸卯の記述もある。
一方で100年以上後の時代の人物である山田朝右衛門吉継が登場するエピソードもあり、矛盾が多い。また「残菊の宿」には存在しない明暦5年の記述もある。なお、続編である『新・子連れ狼』においては、完全に時代考証が無視されており、異なる時代の人間が主要人物として多数登場している。

## 映像化

### 映画
- 子連れ狼 (若山富三郎版)
- 子連れ狼 その小さき手に - 2017年にハリウッド映画としてリメイク版制作予定[2]。

### テレビ
- 子連れ狼 (萬屋錦之介版)
- 時代劇スペシャル 子連れ狼
- 子連れ狼 (高橋英樹版)
- 子連れ狼 (北大路欣也版)

### ゲーム
- 子連れ狼 (アーケードゲーム)

## 他作品への影響
- 『元祖天才バカボン』第27回第53話「賞金稼ぎ・子持ち狼なのだ」(1976年4月5日放送)では全編が『子連れ狼』のパロディとなっており、ふとした事から離れ離れになったママとバカボンを探して求めて賞金稼ぎの子持ち狼をバカボンパパが大五郎頭のハジメちゃんを連れて旅をする物語となっている。この回が放送される前日には、同じ日本テレビ系で萬屋錦之介版の子連れ狼（第3部）がスタートしており、両作の音楽をともに渡辺岳夫が担当していたため、作中のBGMにはドラマ版子連れ狼の曲が多数使用されている。
- 大友克洋著の短編『CHUCK CHECK CHICKEN』(漫画アクション増刊、1976年11月3日号)では、全編が『子連れ狼』のパロディとなっており、駆け落ちした妻と間男を追って元香荻(こおぎ)藩粋応(すいおう)流の解釈人・拝三拝が一子・団子郎と旅をする物語となっている[注釈 2]。
- 秋本治著『こちら葛飾区亀有公園前派出所』第2巻「伊勢神宮参拝の巻」で主人公の両津と同僚の中川、寺井が初詣で伊勢神宮へ参拝に向かう新幹線の車内で子連れ狼が売り子として登場する。
- 本宮ひろ志著『俺の空 刑事編』第1巻「新米緊張す！」で先輩刑事の田村が主人公の一平に『子連れ狼』の死生眼について語る場面があり、どんな後ろ盾があろうとも修羅場で怖気づいては一人前とはいえないと先輩かぜを吹かすセリフがある。
- 『クレヨンしんちゃん』の中で「家族連れ狼｣シリーズがあり、ひろしが拝一刀、しんちゃんが大五郎、他しんちゃんファミリーで旅をする内容となっている。
- 1972年に大塚食品工業のボンカレーのドラマ仕立てのパロディＣＭが製作され、拝一刀役の笑福亭仁鶴の「大五郎、3分間待つのだぞ」のセリフと楽曲「子連れ狼」のメロディーで歌われる「ボンボンカレー、ボンカレー、ボンカレー」のコーラスが有名となった。

## 世界での影響
- フランス映画『レオン』（1994年）での無口な殺し屋が子供を守りながら戦う設定のヒントとなったアメリカ映画『グロリア』（1980年）の設定のモチーフは、そもそもが『子連れ狼』の設定がネタ元になっている[3]。
- 『ロード・トゥ・パーディション』や『キル・ビル』といったアメリカ映画のネタ元にもなっている。
- ジェット・リー主演の香港映画『新・少林寺伝説（中国語版）』（1994年）の冒頭、一家を皆殺しにされ残された息子（赤ん坊）に玩具か刀かを選ばせて復讐の放浪旅に出たりするところなどがそのまま『子連れ狼』を踏襲したシーンとなっている[4]。
- ジャッキー・チェン主演の香港映画『クレージーモンキー 笑拳』（1979年）のラストシーンには萬屋錦之介版の『子連れ狼』の主題歌「ててご橋」が使用されている。
- 本作の英語版を出版したダークホースコミックス社からは、表紙に『子連れ狼』のタイトルロゴをそのまま使用し、裏表紙には子連れ狼のリイメージニング作品である旨を示した関連作品『Lone Wolf 2100』も出されている。
- 『シン・シティ』（ダークホースコミックス社）などにも影響を与えた。